# Chemin de fer de l'État de Genève

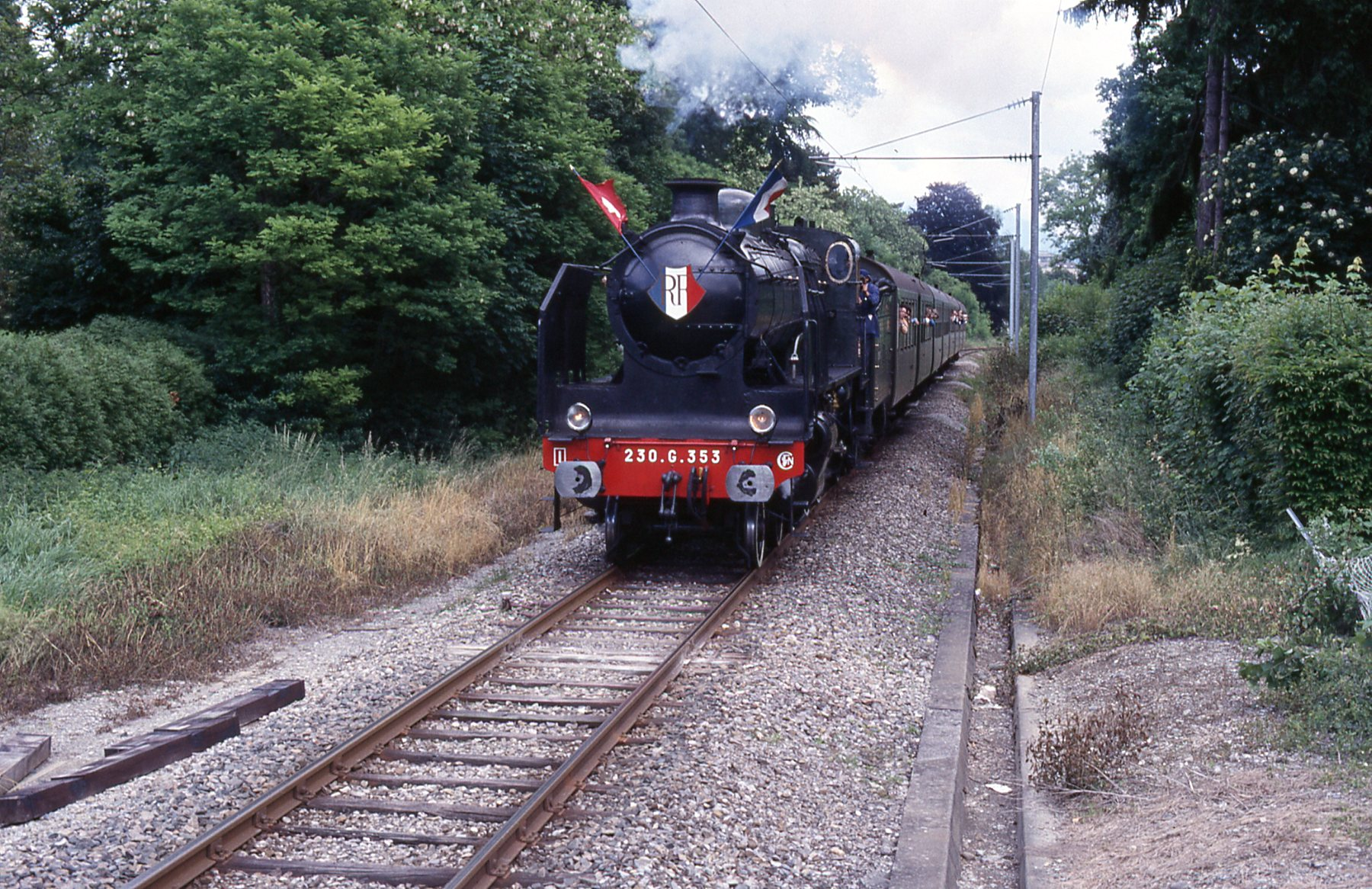
Circulation exceptionnelle le 28 mai 1988 pour marquer le centenaire de la ligne.

Le Chemin de fer de l'État de Genève (CFEG) est une entreprise ferroviaire genevoise fondée le 1er juin 1888 dans le but de gérer la section suisse de la ligne d'Annemasse à Genève-Eaux-Vives (frontière) (aussi désignée sous le nom de ligne du CFEG). Elle est propriété du canton de Genève. À l'époque, la ligne devait être prolongée vers Chêne ou Carouge.
La ligne était exploitée par la SNCF jusqu'à sa fermeture en 2013 pour permettre sa reconstruction en tant que CEVA, projet de liaison ferroviaire entre la Suisse et la Haute-Savoie puis transférée aux CFF.